# Remetea Chioarului
Remetea Chioarului é uma comuna romena localizada no distrito de Maramureș, na região histórica da Transilvânia. A comuna possui uma área de 50.96 km² e sua população era de 2872 habitantes segundo o censo de 2007.